# Il premio (film 2017)
Il premio è un film italiano del 2017 diretto e interpretato da Alessandro Gassmann.

## Trama
Giovanni Passamonte, anziano scrittore, viene insignito del premio Nobel per la letteratura ed è in partenza per Stoccolma per ritirare il prestigioso riconoscimento. Ad accompagnarlo, in un viaggio on the road pieno di sorprese, tra ex fiamme e ricordi di una giovinezza di libertà in giro per l'Europa, ci sono il figlio Oreste, personal trainer in crisi con la moglie e in conflitto con il padre, la figlia Lucrezia, blogger appassionata di letteratura, e il fedele segretario Rinaldo. Durante il lungo viaggio, Giovanni cercherà di migliorare le vite dei suoi accompagnatori.

## Distribuzione
Il film, uscito nelle sale il 6 dicembre 2017, ha incassato nelle prime 2 settimane di programmazione circa 1 milione di euro, e 723.000 euro nel primo weekend.